# Niten Ichi Ryu
Hyoho Niten Ichi Ryu és l'estil de kenjutsu creat per Miyamoto Musashi (1584-1645), bastant popularitzat i romançat a través de llibres i pel·lícules.

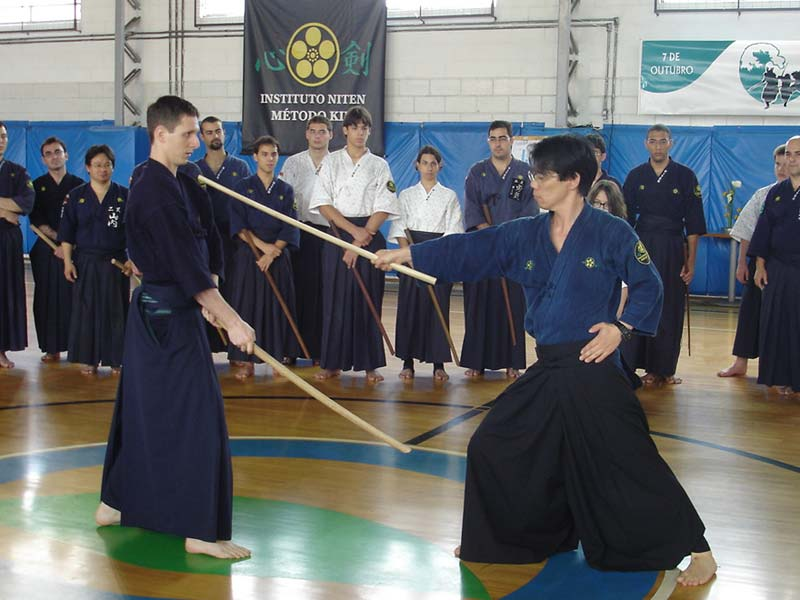
Kata del Niten ichi Ryu creat per Miyamoto Musashi

Encara que no es puga constatar segurament, es creu que l'estil creat per Musashi haja patit diverses influències, incloent-se l'estil creat pel seu pare, Shinmen Munisai Hirata, dit de Tori Ryu. Aquest estil utilitzava una arma dita jitte, però, amb modificacions pròpies a l'estil. No obstant això, no és factible esbrinar amb certesa si existeix aquesta connexió, perquè aquest estil fou extint poques generacions després de Munisai.
Quan jove, Musashi creà altre estil dit Enmei Ryu, amb la base del que futurament seria el seu estil definitiu, el Niten Ichi Ryu. Aquest estil, practicat fins als nostres dies, fou creat en els últims anys de vida de Musashi i, representa la totalitat dels ensenyaments del fundador. Diverses persones practicaren l'estil, però, es considera que el llinatge es passà en la seua totalitat a tres persones: Terao Magonojô, Terao Kyumanosuke i Furuhashi Sôzaemon.
Amb el passar de temps, sorgiren ramificacions denominades llinatges. El llinatge oficial de l'estil és considerat aquella heretada per Santo Hikozaemon, que mantení viu i inalterat el llinatge de Terao Kyumanosuke.

## L'Hyoho Niten Ichi Ryu hui
El llinatge principal d'Hyoho Niten Ichi Ryu, dit Seito, és representat avui per quatre mestres diferents: Yoshimoti Kiyoshi (12° successor), Iwami Toshio i Chin Kin (11°s successors) i Miyagawa Morito (10e successor).
En 2003 el 10° Soke, Imai Massayuke, decidí tenir tres successors de 11a generació. Foren triats Kiyonaga Fumiya (fill del 9° Soke), Chin Kin (de Taiwan, un deixeble del 8° Soke) i Iwami Toshio.
En 2004 Kiyonaga Fumiya morí. Yoshimoti Kiyoshi fou designat com el seu successor. Mestre Yoshimoti és fill del Shihan de la novena generació, Gosho Motoharu, el més important mestre de l'estil avui.

## Llinatge de successió
1. Shinmen Miyamoto Musashi-No-Kami Fujiwara no Genshin
2. Terao Kyumanosuke Nobuyuki
3. Terao Goemon Katsuyuki
4. Yoshida Josetsu Masahiro
5. Santo Hikozaemon Kyohide
6. Santo Hanbe Kiyoaki
7. Santo Shinjuro Kiyotake
8. Aoki Kikuo Hisakatsu
9. Miyagawa Yasutaka Shishin / Kiyonaga Tadanao Masami
10. Miyagawa Morito / Imai Masayuki Nobukatsu
11. / Kiyonaga Fumiya / Iwami Toshio /Chin Kin (Taiwan)
12. / Yoshimoti Kiyoshi (sucesor de Kiyonaga Fumiya) / Kajiya Takanori (sucesor de Iwami Toshio)

## Currículum de l'Estil

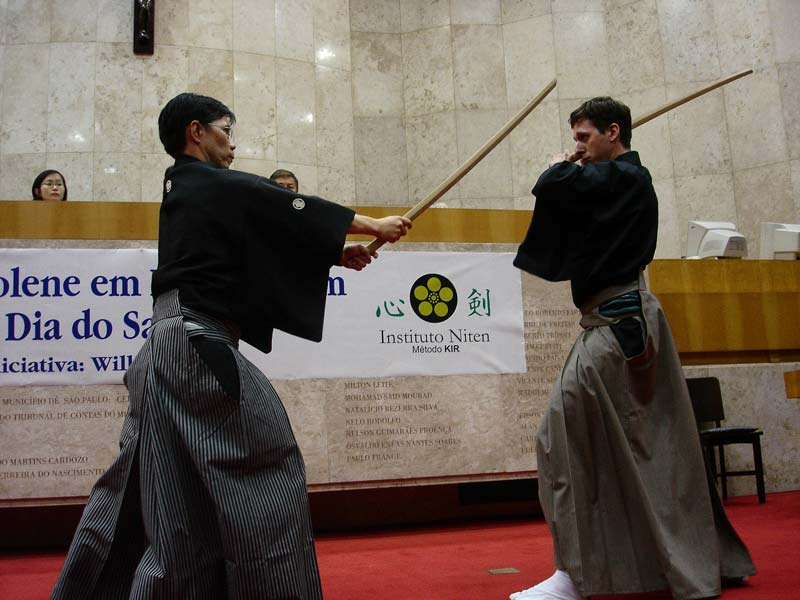
Tachi Seiho: 12 Kates amb espasa llarga

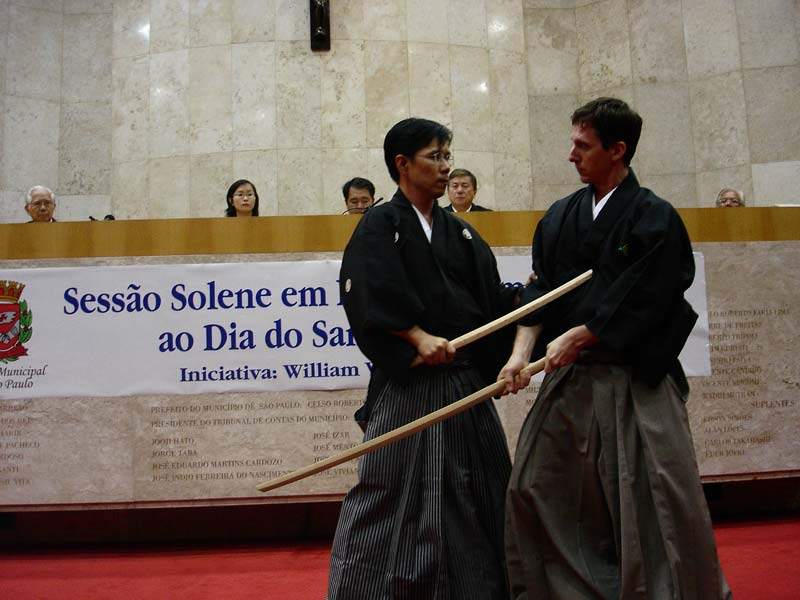
Kodachi Seiho: 7 Kates amb espasa curta

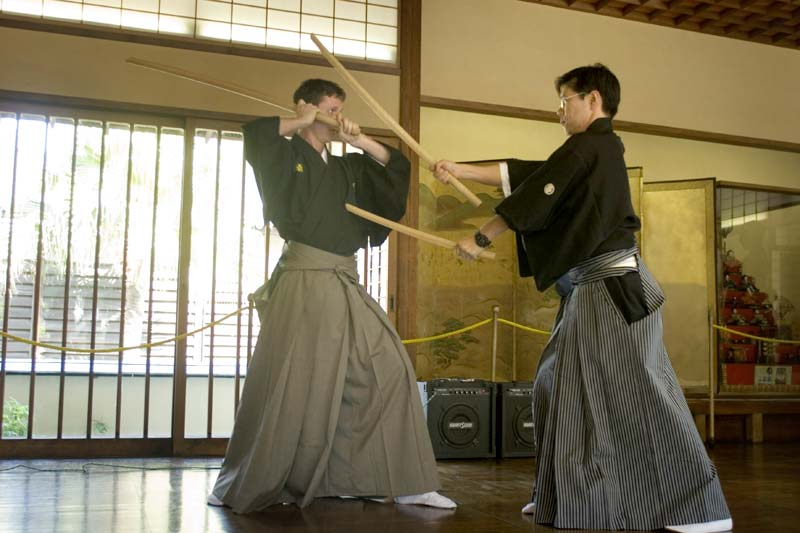
Nito Seiho: 5 Kates amb dos espases

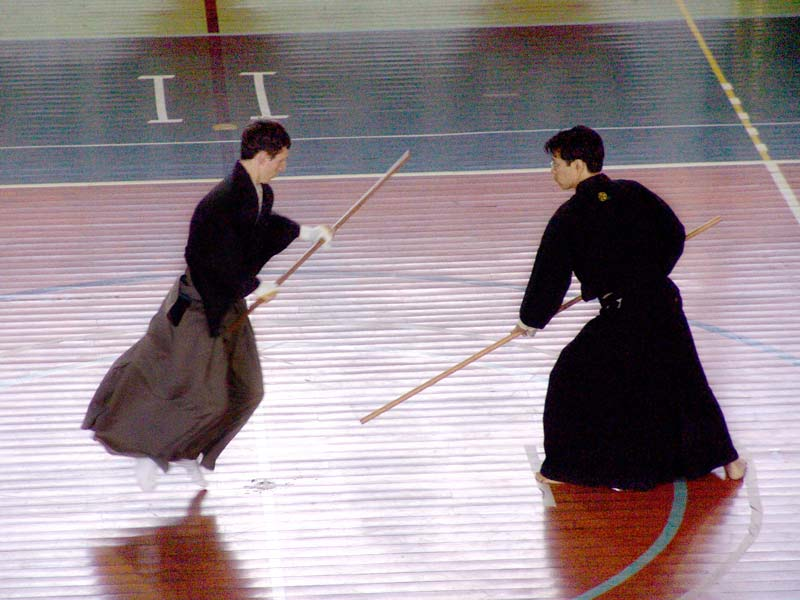
Bojutsu: 20 tècniques amb un bastó

Les tècniques, anomenades de seiho, més conegudes de l'estil Niten Ichi Ryu, són les tècniques de dues espases. No obstant això, l'estil no es fonamenta solament en la tècnica amb dues espases. Posseeix armes amb característiques pròpies. Els bokutos, espases de fusta, són diferents de les usades en el kendo modern. Són fetes amb base en un bokuto original, fet pel fundador i, existeixen fins avui.
L'estil comprèn les següents tècniques:
- Tachi Seiho – 12 tècniques amb espasa llarga

-	Sassen

-	Hasso Hidari

-	Hasso Migi

-	Uke Nagashi Hidari

-	Uke Nagashi Migi

-	Moji Gamae

-	Haritsuke

-	Nagashi Uchi

-	Tora Buri

-	Kazuki

-	Aisen Uchidome

-	Amashi Uchi

- Kodachi Seiho – 7 tècniques amb espasa curta

-	Sassen

-	Chudan

-	Uke Nagashi

-	Moji Gamae

-	Hari Tsuke

-	Nagashi Uchi

-	Aisen

- Nito Seiho – 5 tècniques amb dues espases (Esmentades en El Llibre dels Cinc Anells – Go Rin no Sho)

-	Chudan

-	Jodan

-	Gedan

-	Hidari Waki Gamae

-	Migi Waki Gamae

- Bojutsu – 20 tècniques amb un bastó llarg, incloent tècniques de bastó contra bastó i bastó contra espasa.

A més d'açò, existeixen els ensenyaments Kuden (ensenyament oral), conegudes tot just pels practicants més avançats.

## Graduacions de l'Hyoho Niten Ichi Ryu
1- Shoden: referent a aquells que dominen els kates de Tachi.
2- Chuden: després de Shoden, referent a aquells que dominen els kates de Kodachi.
3- Okuden: després de Chuden, referent a aquells que dominen els kates de dues espases.
4- Menkyo: després d'Okuden, referent a aquells que dominen els kates de Bo (bastó llarg).
5- Menkyo Kaiden: referent als quals dominen tots els kates de l'estil i posseeixen una profunda comprensió filosòfica del Camí i dels ensenyaments del fundador de l'estil.

## Locals de pràctica
En Japó, l'estil es practica predominantment en la regió sud-oest, disseminant-se en províncies com Oita, Kumamoto i Shiga.
En Amèrica Llatina l'estil és practicat a Brasil, Argentina i Xile, sota la supervisió del mestre Jorge Kishikawa, Menkyo Kaiden, deixeble directe del Shihan Gosho Motoharu i mestre Yoshimoti Kiyoshi.
A Espanya es pot practicar al dojo de Sant Hilari Sacalm i alguns dojos menors de deixebles del representant.